# Нижній Вуктил
Нижній Вукти́л (рос. Нижний Вуктыл) — річка в Республіці Комі, Росія, права притока річки Вуктил, правої притоки річки Печора. Протікає територією Вуктильського міського округу.
Річка протікає на північний захід, захід, північний захід, захід та північний захід.